# Dunhill (Zigarettenmarke)

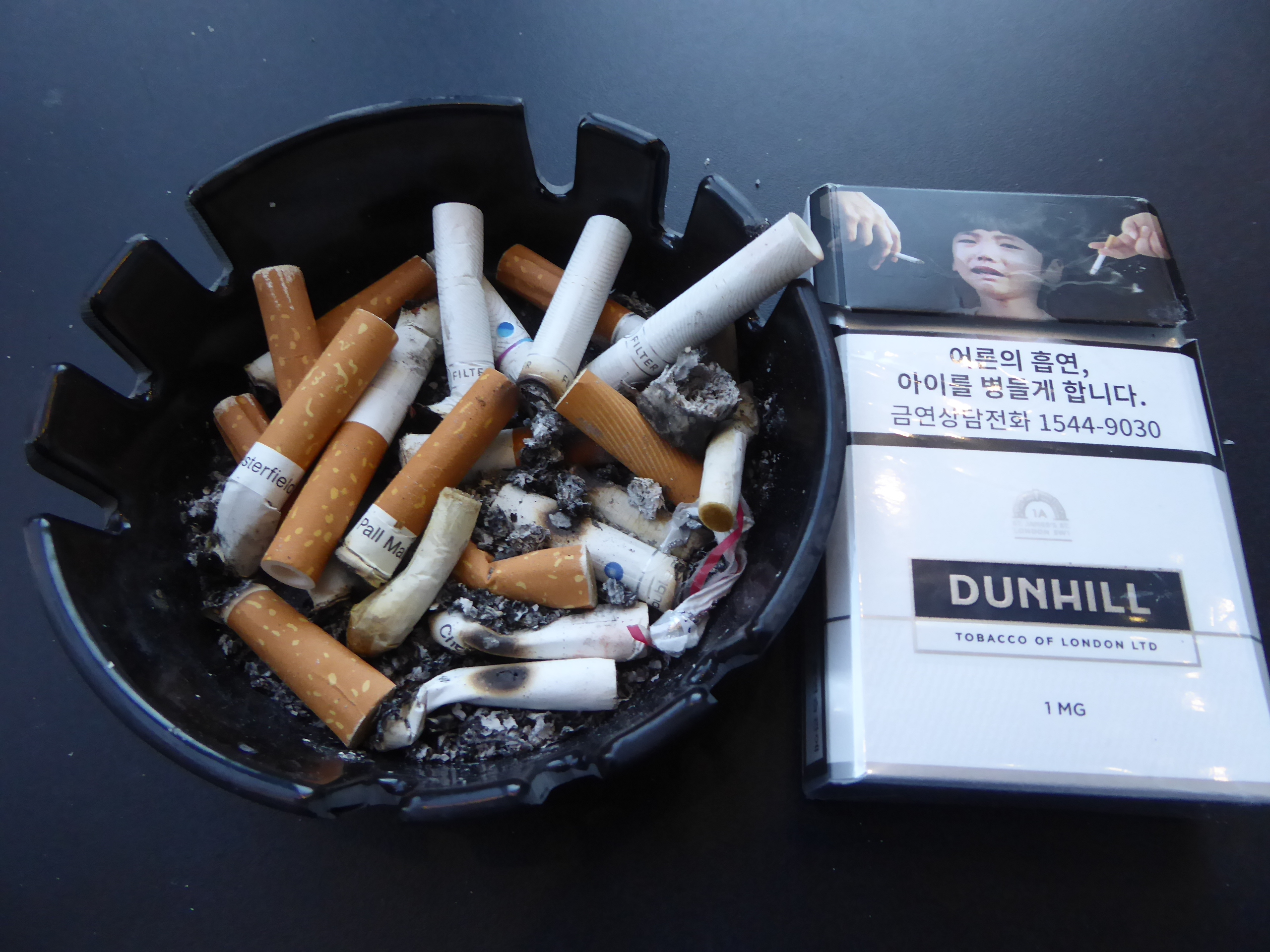
Dunhill-Schachtel

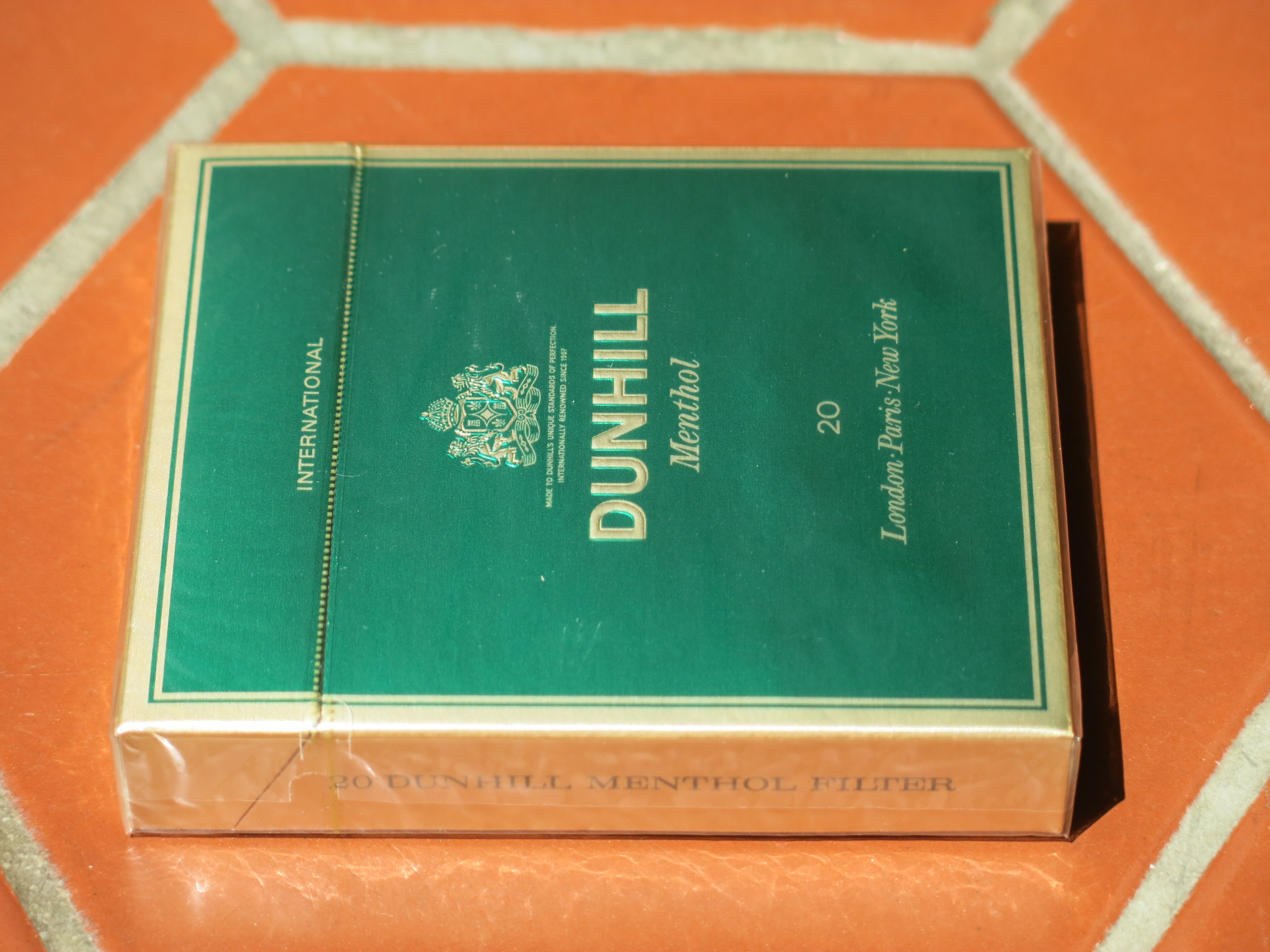
Historische Dunhill-Menthol-Schachtel (ca. 1979)

Dunhill ist eine britische Zigarettenmarke, die derzeit im Besitz von British American Tobacco ist und von dieser hergestellt wird. Die Marke ist nach dem englischen Tabakhändler und Erfinder Alfred Dunhill benannt. Im Vereinigten Königreich werden sie in Westminster, City of Westminster, London, registriert und hergestellt.

## Geschichte
Dunhill wurde am 10. März 1907 in London gegründet. Der Tabakhändler und Erfinder Alfred Dunhill eröffnete einen kleinen Tabakladen in der Duke Street im Stadtteil St. James’s. Er bot Tabakmischungen an, die auf den einzelnen Kunden zugeschnitten waren. Dunhill wurde 1908 eingeführt und trug den wenig glamourösen Namen Absorbal. Sie wurde entwickelt, um jeglichem vermeintlichen Gesundheitsrisiko entgegenzuwirken und hatte als Weltneuheit eine Filterspitze aus Watte. Ihr Motto war die „hygienische Zigarette“. Dunhill-Zigaretten hatten von 1927 bis 1995 eine königliche Genehmigung.
Im Jahr 1939 wurde die Marke in den Vereinigten Staaten von Philip Morris USA eingeführt. Im Jahr 1962 wurde Dunhill International eingeführt.
Die Preise für Dunhill-Zigaretten liegen in der Regel über dem Durchschnittspreis für Zigaretten in der Region, in der sie verkauft werden, was auf die Verwendung hochwertigeren Tabaks zurückzuführen ist.

### Afrika
Im Jahr 2012 wurde berichtet, dass British American Tobacco in Nigeria und Südafrika gegen Anti-Tabak-Bestimmungen verstößt, indem es in beiden Ländern illegal für seine Marke Dunhill wirbt. Es wurde berichtet, dass in Südafrika ein 14-jähriges Mädchen die Zigaretten verschenkte,[Zitat notwendig] aber auch, dass BAT Industriespionage, intensiven grenzüberschreitenden Schmuggel, die Tyrannei von Konkurrenten und die Infiltrierung von Regierungen betreibt. Obwohl Südafrika eines der schärfsten Anti-Tabak-Gesetze Afrikas hat, hielt sich das Unternehmen nicht an das Gesetz, sondern setzte sowohl die Regierung als auch verdeckte Werbung und Verkaufsförderung fort. In Nigeria kontrolliert BAT inzwischen 84 Prozent des Zigarettenmarktes. Während die Märkte in der Türkei, im Iran und in Südafrika schrumpften, stieg der Gewinn von BAT in Afrika und im Nahen Osten 2010 um 134 Millionen Pfund auf 858 Millionen Pfund, was vor allem auf den nigerianischen Markt zurückzuführen ist.

## Produkte
- Dunhill Blue
- Dunhill Red
- Dunhill International
- Dunhill Fine Cut